# Anders Sjöstedt (militär)
Anders Lorenz August Sjöstedt, född den 27 oktober 1866 i Löderups socken, Kristianstads län, död den 13 februari 1943, var en svensk militär. 
Sjöstedt, som var son till lantbrukaren Severin Sjöstedt och Augusta Norrsell, blev underlöjtnant vid Wendes artilleriregemente 1889, kapten vid Andra Svea artilleriregemente 1901 och major i armén 1915. Han var vice ordförande i Uppsala enskilda läroverk och Fackskolan för huslig ekonomi 1902–1914, ordförande i Uppsala hemslöjd 1914–1921, i Sankt Botvids skola 1920–1925, chef för Frivilliga Automobilkåren 1914–1921 och 1:e vice ordförande i Kungliga Automobilklubben 1916–1925. Han tillhörde stadsfullmäktige i Uppsala 1906–1910, var ordförande i AB Sankt Eriks Lervarufabrik 1907–1938, i AB Visby Cementfabrik 1925–1931, vice ordförande i Uppsala Spårvägs AB 1905–1938, styrelseledamot i AB Skandinaviska Elektricitetsverk 1913–1941, i Brandförsäkrings AB Fenix 1924–1938 och i Svenska Cementförsäljnings AB 1925–1931. Han var sekreterare och kassaförvaltare i svenska kommittén av The World Alliance for Peace through the Churches 1919–1932 samt ordförande och kassaförvaltare i ett flertal stiftelser och fonder. Han tilldelades Kungliga Automobilklubbens guldmedalj 1919. Sjöstedt är gravsatt vid Norra krematoriet på Norra begravningsplatsen utanför Stockholm.